# Kara (prawo)
Kara (prawo) – określona przepisami prawa dolegliwość dla podmiotu prawa będąca sankcją za niepodporządkowanie się normom prawnym.
Kary mogą wymierzać jedynie podmioty uprawnione, zazwyczaj organy państwa, ale ustawa może upoważniać do tego inny podmiot. Najczęściej karę nakładają:
- organy administracji publicznej,
- sądy,
- organy dyscyplinarne.

## Kara w gałęziach prawa

### Prawo administracyjne
Kara administracyjna – określona przepisami prawa dolegliwość dla podmiotu prawa będąca sankcją za niepodporządkowanie się normom prawa administracyjnego.
Katalog kar jest bardzo rozbudowany: zazwyczaj utrata określonych uprawnień, możliwości ich zdobycia lub kara pieniężna.
Kary administracyjne nakładają zazwyczaj organy administracji publicznej (czasami sądy), a kontrolę sprawują sądy.

### Prawo cywilne
Kara w prawie cywilnym może być określoną w umowie konsekwencją niewykonania lub nienależytego wykonania zobowiązania i nazywana jest wtedy karą umowną.

### Prawo karne
Kara kryminalna – konsekwencja popełnienia przestępstwa, którą jest określona przez prawo karne dolegliwość i w której wyraża się dezaprobata czynu i osoby sprawcy.
Karami kryminalnymi są:
- kara grzywny,
- kara ograniczenia wolności,
- kara pozbawienia wolności,
- kara 25 lat pozbawienia wolności (w latach 1970-2023),
- kara dożywotniego pozbawienia wolności,
- kara aresztu wojskowego,
- kara śmierci (w Polsce nie obowiązuje).

Kary kryminalne wymierzają wyłącznie sądy.

### Prawo wykroczeń
Kara za wykroczenie – konsekwencja popełnienia wykroczenia, którą jest określona przez prawo wykroczeń dolegliwość i w której wyraża się dezaprobata czynu, a czasami również osoby sprawcy.
Karami za wykroczenia są:
- kara nagany,
- kara grzywny,
- kara ograniczenia wolności,
- kara aresztu.

Kary za wykroczenia w postępowaniu mandatowym wymierzają wskazane ustawowo organy, a nad tym postępowaniem kontrolę sprawują sądy. W pozostałych przypadkach kary za wykroczenia orzekają sądy.
Do 17 października 2001 sądownictwo nie miało możliwości orzekania w pierwszej instancji kar za wykroczenia – robiły to kolegia do spraw wykroczeń, czyli organy administracji publicznej.

## Inne rodzaje kar
Kary dyscyplinarne nakładają organy dyscyplinarne, np. komisja dyscyplinarna, sąd koleżeński lub pracodawca za dokonanie przewinienia dyscyplinarnego. Kary te mają właściwości zbliżone do kar z wielu gałęzi prawa: karnego, wykroczeń, cywilnego, a zwłaszcza administracyjnego; są bardzo zróżnicowane.
Kontrolę nad nakładaniem kar dyscyplinarnych sprawują organy dyscyplinarne wyższych instancji, a czasami również sądy. Nieobjęcie jakiegokolwiek postępowania dyscyplinarnego kontrolą sądową stoi w sprzeczności z konstytucyjną zasadą prawa do sądu.